# Heterocallia temeraria
Heterocallia temeraria là một loài bướm đêm trong họ Geometridae.